# Územní nároky na Antarktidu

územní nároky na antarktické území dle Antarktické smlouvy:
Argentina
Austrálie
Chile
Francie
Nový Zéland
Norsko
Spojené království

K roku 2012 vznáší územní nároky na území v Antarktidě sedm různých států. Jejich požadavky jsou spíše formální, politický status Antarktidy upravuje Smlouva o Antarktidě (konkrétně článek 4), která byla uzavřena 1. prosince 1959 ve Washingtonu a vstoupila v platnost 23. června 1961. Smlouvě o Antarktidě podléhá veškerá pevná zem jižně od 60. rovnoběžky včetně plovoucích šelfových ledovců. Nejdůležitějšími body smlouvy jsou mírová vědecká spolupráce, zákaz vojenského využití a pozastavení všech nároků na suverenitu nad jakoukoliv částí Antarktidy (na současných mapách jsou nadále vyznačovány zábory jednotlivých zemí, které byly vzneseny před rokem 1959, protože nebyly zrušeny, jen pozastaveny).

## Přehled území
Všechna nárokovaná územní jsou kruhové výseče se středem na jižním pólu a obvodovou kružnicí umístěnou na 60. rovnoběžce jižní šířky. Výjimkou je ostrov Petra I. Občas se k Antarktickému smluvnímu systému mylně přiřazují i blízké subarktické ostrovy severně od 60. jižní rovnoběžky, které Smlouvě o Antarktidě nepodléhají (mimo jiné Bouvetův ostrov, Jižní Georgie a Jižní Sandwichovy ostrovy, Crozetovy ostrovy, Kergueleny a Heardův ostrov a McDonaldovy ostrovy, Macquarie a Ostrovy prince Edvarda).
| Rok  | Země               | Území                                   | Vymezení                               | Mapa |
| ---- | ------------------ | --------------------------------------- | -------------------------------------- | ---- |
| 1908 | Spojené království | Britské antarktické území               | 20°W až 80°W                           |      |
| 1923 | Nový Zéland        | Rossova dependence                      | 150°W až 160°E                         |      |
| 1924 | Francie            | Adélina země                            | 142°2'E až 136°11'E                    |      |
| 1929 | Norsko             | ostrov Petra I.                         | 68°50′ j. š., 90°35′ z. d.             |      |
| 1933 | Austrálie          | Australské antarktické území            | 160°E až 142°2'E a 136°11'E až 44°38'E |      |
| 1939 | Norsko             | Země královny Maud                      | 44°38'E až 20°W                        |      |
| 1940 | Chile              | Chilské antarktické území               | 53°W až 90°W                           |      |
| 1943 | Argentina          | Argentinská Antarktida                  | 25°W až 74°W                           |      |
| –    | Žádná              | Nenárokované území (Země Marie Byrdové) | 90°W to 150°W (mimo ostrov Petra I.)   |      |

Územní nároky Spojeného království, Chile a Argentiny se překrývají. Na kontinentě se nachází i území, na které ještě nebyl vznešen teritoriální požadavek. Jedná se o zemi Marie Byrd, která se rozkládá mezi Rossovou dependencí a Britským antarktickým územím. V minulosti si část území na Antarktidě (Nové Švábsko) nárokovalo i nacistické Německo.